# Dolce è la vita
Dolce è la vita (Life Is Sweet) è un film del 1990 diretto da Mike Leigh.

## Trama
Spaccato dei sobborghi di Londra attraverso una famiglia determinata ad affrontare i molti ostacoli di carattere materiale e umano che la vita presenta rimanendo comunque fondamentalmente unita con sincerità e affetto. Le sorelle gemelle Natalie e Nicola vengono a contrapporsi nei modi e nei rapporti con i genitori e con gli altri che si ritrovano in qualche modo coinvolti nella vita del nucleo familiare. Wendy apre il film con la scena della lezione di danza contemporanea che tiene a una frotta di bambini piccoli. Saggia e piena di vitalità accenna dei passi anche a casa durante le faccende. Con le figlie dai temperamenti eccessivi e antitetici tiene un tono alto lei stessa non facendosi mai sopraffare dai loro venti anni. Con il marito è affettuosa, protettiva e fedele, la sua saggezza la dimostra anche respingendo con compassione un assalto che il goffo amico di famiglia ubriaco le fa mentre lei gli sta dando una mano nella disastrosa inaugurazione del locale dello stesso, il Regret Rien. Il marito, che aveva già cercato di impiantare un chiosco di ristorazione da una vecchia roulotte in combutta con un conoscente inaffidabile, lavora come chef in un ristorante, ma in seguito a una rovinosa caduta durante il lavoro viene ingessato e curato da Wendy. Tra dialoghi e azioni quotidiane il film si conclude con le lacrime che appaiono benefiche per Nicola, dura, fumatrice e un po' sessualmente dipendente, accanto alla madre e con la sorella Nathalie che, pur apparendo sempre discreta, androgina e vogliosa di viaggi, acquisisce in qualche modo un avvicinamento e uno stemperamento dei contrasti con la sorella nel corso del film.

## Critica
Adriano Piccardi collega il film al clima dell'istituzione familiare in crisi nei primi anni Settanta nei paesi occidentali e dell'egemonia della controcultura, particolarmente  attiva in Gran Bretagna per l'attività e le opere di studiosi quali David Cooper, e Ronald David Laing. «In Dolce è la vita è invece il "tutto tondo" dei personaggi ad essere via via arricchito e messo a fuoco, (...): ne viene fuori un quadro familiare che», nella seconda parte del film precisa il critico, «finisce per lasciare trapelare, nella sua provvisoria conclusione, una partecipazione sincera al tentativo che tutti i componenti mettono in atto, alla fine, per potersi comunque considerare parte di un insieme  solidale anche se un po' patetico».

## Riconoscimenti
Nel 1999 il British Film Institute l'ha inserito al 95º posto della lista dei migliori cento film britannici del XX secolo.